# 山口孫七
山口 孫七（やまぐち まごひち、1885年〈明治18年〉3月15日 - 没年不明）は、日本の醸造家、銀行家、和歌山県多額納税者。紀陽銀行頭取を務めた山口孫一の父。

## 経歴
和歌山県海草郡山口村（現・和歌山市）出身。15代・山口孫二郎の次男として1885年3月出生。1922年、家督を相続する。農業、酒造業を営み、銀行頭取や会社重役を務め、和歌山県多額納税者に列した。
紀伊貯蓄銀行頭取、内外除虫菊取締役、大正商事・上山殖産各監査役、全国貯蓄銀行協会評議員を務めた。

## 人物
貴族院多額納税者議員選挙の互選資格を有した。住所は和歌山県海草郡山口村。

## 家族・親族
山口家
山口家は古くより和歌山県山口村に土着し、代々庄屋であった。
- 弟（1891年 - ?、陸軍少佐）[2]
- 妻・シゲ（1887年 - ?、上山市郎兵衛の二女）[2]
- 長女・昌子（1907年 - ?、和歌山県、上山英一郎の三男英夫の妻）[2]
- 男・孫一（1908年 - 1970年）[2]
  - 同妻・弥生（1914年 - ?、和歌山県、宮本春吉の四女）[2]
- 男・孝（1910年 - ?、第百銀行大阪支店勤務）[2]

親戚
- 石橋八九郎（石橋合名会社代表社員）
- 上山市郎兵衛（上山殖産社長、南海水力電気社長、内外除虫菊会長）
- 上山英一郎（大日本除虫菊の創業者）
- 十六代目上山勘太郎（前名・英夫、大日本除虫菊社長）